# Ahnenerbe

Emblème de l'Ahnenerbe.

L’Ahnenerbe, traduit par « Héritage ancestral » (ou plus exactement Ahnenerbe Forschungs und Lehrgemeinschaft, c’est-à-dire « Société pour la recherche et l'enseignement sur l'héritage ancestral »), était un institut de recherches pluridisciplinaire nazi, créé par le Reichsführer-SS Heinrich Himmler, Herman Wirth et Walther Darré le 1er juillet 1935. Intégré aux SS en janvier 1939, l'Ahnenerbe avait son siège à Munich. L'institut avait pour objet d'études « la sphère, l'esprit, les hauts faits et le patrimoine de la race indo-européenne nordique » avec comme outils la recherche archéologique, l'anthropologie raciale et l'histoire culturelle de la race aryenne. Son but était de prouver la validité des théories nazies sur la supériorité raciale des Aryens sur les races supposées inférieures ainsi que de germaniser les peuples qui occupaient le Lebensraum nazi.

## Fondation et organisation

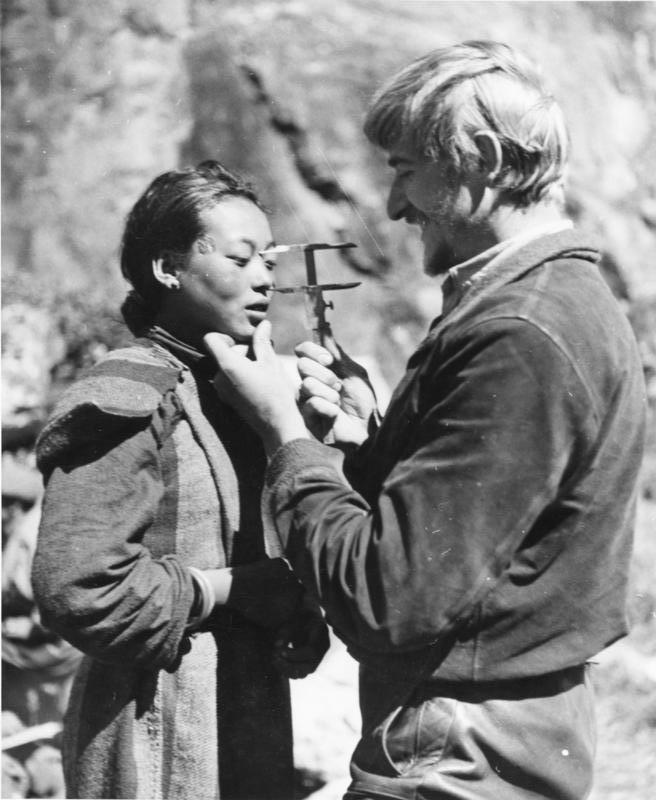
Bruno Beger effectuant des examens d'anthropométrie à Lachen, au Sikkim peu avant l'expédition de 1938 du SS Ernst Schäfer.

La Deutsches Ahnenerbe, Studiengesellschaft für Geistesurgeschichte (« Héritage des ancêtres, société pour l'étude des idées premières »), est créée par Heinrich Himmler le 1er juillet 1935, à la fois pour supplanter l'influence de Rosenberg dans les milieux culturels et pour encourager l'étude de l'antiquité germanique, chère au Reichsführer SS. Le nom sera abrégé en Ahnenerbe le 20 mars 1937.
La mission confiée à la nouvelle société est double : approfondir la connaissance des fondements de la civilisation germanique et transmettre ces découvertes par le biais de magazines, expositions et conférences au public allemand. L'Ahnenerbe se présente comme un institut de recherche ordinaire.

### Organisation initiale
La présidence de l'institut est d'abord confiée au préhistorien néerlandais Herman Wirth. Puis, après le désaveu public infligé à celui-ci par Adolf Hitler et la prise de distance d'Himmler par rapport à ses travaux en 1936, au doyen de l'université de Munich, Walther Wüst (en), spécialiste de littérature et de religions de l'Inde, le 1er février 1937.
L'organisation d'Himmler, comptait 137 savants et 82 techniciens : libraires, secrétaires. Wolfram Sievers en était le secrétaire général.[réf. incomplète]
En 1937, Himmler ordonne, après un voyage à Rome, la mise en place d'un département d'antiquité gréco-latine. La création de département s'inscrit dans le projet du Führer de démontrer que la culture gréco-latine est en réalité héritière de la civilisation germanique.
L'Ahnenerbe met en place un grand nombre d'instituts de recherche (en). Outre l'archéologie, de nombreux instituts concernant la culture indo-germanique (c'est-à-dire « aryenne ») étaient créés, notamment dans les domaines linguistique, religieux, juridique, musicologique En 1937, un institut de philologie classique est également mis en place. Dans les mêmes années, une « unité de recherches en sciences philologiques et culturelles indogermaniques-aryennes » est créé, se proposant d'établir des liens de parenté entre les différents artefacts antiques étudiés, afin de mettre en évidence les liens de parenté supposés entre les populations italiques et les populations germaniques,.
Des départements de biologie, de génétique des plantes, d'entomologie, de physique nucléaire ou de médecine traditionnelle sont aussi créés. Un département de météorologie, dirigé par l'Obersturmführer-SS Hans Robert Scultetus (en), fut aussi institué à l'initiative d'Himmler, convaincu que la théorie de la glaciation éternelle d'Hans Hörbiger pourrait permettre des prévisions météorologiques de long terme.

### Réorganisation
En 1937, date de la rupture entre Himmler et Darré, l'institut est réorganisé, confié dans les faits à Walther Wüst, et consacre une grande partie de ses recherches aux disciplines historiques, cet intérêt se matérialisant par la place nouvelle dévolue aux chercheurs évoluant dans ces disciplines.
Durant la période précédant immédiatement le conflit mondial, la stratégie d'Himmler pour cette institution s'organise dans plusieurs directions : tout d'abord, il tente d'en faire une institution de recherche spécifiquement SS, en l'émancipant du RuSHA, en le subordonnant à son état-major personnel, puis, en 1939, en le dotant de nouveaux statuts. Durant cette période, il fait de l'institut non seulement un centre de recherche mais aussi un lieu dans lequel sont centralisés l'ensemble des objets rapportés des expéditions ou des chantiers de fouilles.
En 1943-1944, au moment où l'institut est à son apogée, celui-ci compte 38 instituts de recherche principaux.

### L'Ahnenerbe dans la nébuleuse duIIIeReich
En compétition avec Alfred Rosenberg pour le contrôle de la recherche sur les Germains et la « germanité », Himmler tente, avec cet institut, de contrôler la recherche sur le passé germanique des Allemands, afin de lui donner un lustre comparable à celui de l'Antiquité gréco-romaine, avec la caution de chercheurs reconnus, qu'il attire dans sa sphère d'influence.
En effet, depuis 1934, l'archéologie nazie est le fief de Rosenberg qui souhaite refondre l'archéologie nazie selon les principes nationaux-socialistes. En 1937, la section archéologie du bureau Rosenberg, confiée à Hans Reinerth, devient une structure indépendante, qui, à partir de 1940, connaît un essor important dans l'ensemble de l'Europe occupée. Cependant, à partir de la fin des années 1938, ces instituts doivent compter avec l'Ahnenerbe, institut de recherche pluridisciplinaire, qui les supplante définitivement pendant la première partie du conflit.
Au départ dépendant du RuSHA, de Richard Darré, l'Ahnenerbe est officiellement intégré à la SS d'Himmler en 1940, ce dernier se faisant nommer président de l'institut en 1942 et la peuplant de ses protégés, comme Karl Maria Wiligut.
Mais les institutions créées dans la nébuleuse du NSDAP ne sont pas les seules face auxquelles l'Ahnenerbe doit trouver sa place, l'institut devant aussi compter avec les institutions plus anciennes, comme l'Institut archéologique allemand, le DAI. Face aux attaques des proches de Rosenberg, le DAI se rapproche de la SS et de son institut de recherche, soutenus l'une comme l'autre par la majorité des chercheurs du Reich. Rapidement, dans cette compétition, les services de l'Ahnenerbe se montrent mieux à même de placer les membres de l'institut, les candidats soutenus par l'institut étant promis à une belle carrière au sein de l'université, parfois au détriment de la qualité scientifique des postulants.

## Recherches menées par l'institut
Rapidement l'institut s'affirme comme un institut de recherche pluridisciplinaire, étendant ses investigations dans des domaines aussi variés que la linguistique, l'Histoire, l'anthropologie, l'archéologie, l'ethnographie ou la médecine.
Souhaitant donner au passé germanique des territoires allemands la même aura que l'antiquité classique, gréco-romaine, Himmler oriente les recherches de l'institut afin de l'ériger en bastion des « sciences de la germanité »,. L'institut s'efforce à prouver, par une recherche au service de la propagande d'Etat, que la civilisation germanique remonte à la préhistoire et est dotée d'un patrimoine culturel inégalé. C'est ainsi que l'Ahnenerbe exhume des croix gammées sur des sites archéologiques dans le monde mais mène également d'autres travaux et recherches.

### Domaines de compétences
Dans le domaine de l'archéologie, les chercheurs de l'Ahnenerbe, tels le capitaine Schneider, tentent de démontrer les thèses développées par Himmler, à savoir un pangermanisme européen, c'est-à-dire la recherche dans l'ensemble de l'Europe de preuves d'un passé germanique, à l'aide d'une approche pluridisciplinaire, intégrant des disciplines aussi variées que l'archéologie proprement dite, l'histoire du peuplement, l'étude des folklores européens, l'astronomie et les sciences occultes. Ainsi, de futurs archéologues renommés, tels que Herbert Jankuhn, Peter Paulsen (de) ou Edward Tratz (en), travaillèrent à l'Ahnenerbe, qui s'était taillé un rôle central dans la recherche archéologique sous le Troisième Reich.
Souhaitant régir la vie de ses hommes par de supposées coutumes ancestrales préchrétiennes, Himmler fait de l'institut un centre de recherche sur un passé germanique mythifié, autour d'anciens cultes germaniques préchrétiens notamment.

### Travaux et recherches
Focalisé sur l'histoire de l'Allemagne et de ses origines germaniques, l'institut mène des fouilles sur un certain nombre de sites considérés par Himmler comme essentiels, destinés à substituer un peuple élu, les Aryens, à un autre, les Juifs de la Bible. Chaque secteur est examiné sous l'autorité directe d'Himmler.
Dès l'automne 1935, des équipes de fouilles sont constituées et envoyées sur le terrain. L'art rupestre scandinave constitue le premier champ d'investigation de l'institut. D'autres terrains sont aussi explorés, à l'image du site viking d'Haithabu, en Allemagne du Nord, mis au jour et fouillé de façon systématique, ou du tumulus princier d'Hohmichele, dans le Pays de Bade. Les Externsteine, dans la forêt du Teutoburg, font partie des sites les plus fouillés par l'institut. En Italie et en Grèce, les archéologues de l'institut s'attachent à démontrer le caractère aryen des populations romaines et grecques antiques : Franz Altheim mène ainsi, entre 1937 et 1937, une vaste campagne de fouilles le long de la Via Camonica qui serpente à proximité du lac de Garde; il y découvre des inscriptions et des runes qui sont comparées avec celles découvertes dans le Sud de la Suède, aboutissant à la conclusion que les populations italiennes sont d'origine indogermanique. Ces travaux font l'objet de publications de vulgarisation dans les revues proches de la SS.
L'archéologie ne constitue pas le seul centre d'intérêt de l'Ahnenerbe. La philologie, voit un institut se mettre en place en 1937. Son activité scientifique consiste à programmer l'édition critique de manuscrits, dans le cadre d'une collection dédiée, appelée « travaux de philologie classique et de sciences de l'antiquité ». En 1937, la publication d'une édition critique du Codex Aesinus constitue l'unique réalisation de cette collection.
L'étude du passé ne constitue pas le seul domaine de recherche de l'institut : considérant la théorie climatique de la glace éternelle (doctrine de la glace éternelle) comme crédible, Himmler réunit en juillet 1936 les scientifiques partisans de cette thèse et leur enjoint d'en démontrer la véracité dans le cadre de l'Ahnenerbe. Pour cela, il intègre à l'institut de recherche la société Hörbiger, du nom du principal théoricien de la glace éternelle, Hans Hörbiger. Il organise, à la suite de l'intégration de cet institut en 1936, deux départements : celui de climatologie, sous la direction d'Hans Robert Scultetus, et celui de recherche en astronomie, installé à l'observatoire de Grünwald, départements sur lesquels le controversé Werner Heisenberg exerce, à la demande personnelle d'Himmler, une certaine influence. Directement ou par l'intermédiaire de son aide de camp, Himmler est tenu régulièrement informé des recherches sur les glaces éternelles, donnant certaines orientations, suggérant des pistes, ordonnant la rédaction de commentaires d'ouvrages en lien avec cette théorie.
Dans la lignée de la mise en place du département des Antiquités classiques, l'Ahnenerbe réoriente ses recherches, inaugurant une rupture avec la conception de l'Antiquité qui avait prévalu jusqu'alors dans le Reich : à l'opposition entre les Romains et les Germains, est substituée celle entre les Germains, nordiques, les Sémites, orientaux. En effet, Himmler expose rapidement, à partir de ses voyages en Italie de 1937, son idée de placer Rome dans la filiation nordique.

### Missions spécifiques
Les premières recherches de l'institut sont menées sous la houlette de Wirth en 1936, dans le Bohusland, région du sud-ouest de la Suède particulièrement riche en art pariétal et en art rupestre. Parmi plus de 5 000 symboles gravés à l'époque de l'âge du bronze, les pétroglyphes, Wirth est persuadé d'avoir découvert les vestiges de la première écriture au monde, créée selon lui par une antique civilisation nordique, et en fait des moulages (vingt tonnes de plâtre sont alors utilisées). Il fait remonter cette civilisation à près de deux millions d'années et la situe en Atlantide, continent disparu s'étendant, selon la légende, de l'Islande aux Açores. À la recherche de ce continent mythique, Himmler propose l'archipel d'Heligoland, dont il propose une étymologie, signifiant « Pays sacré » : le terme serait issu du mot Heilig, sacré, et de Land, pays ; aux yeux d'Himmler, cette étymologie donnerait une indication sérieuse de la localisation de l'Atlantide.
En 1936, également, l'Ahnenerbe monte une petite expédition en Carélie, région de la Finlande, afin d'étudier et d'enregistrer les chants et incantations des sorciers locaux. Pour Himmler, ces incantations ont une base historique et il espère que leur analyse permettra de recréer le marteau de Thor, qui est d'après lui la plus puissante des armes conçues par les anciennes peuplades nordiques.

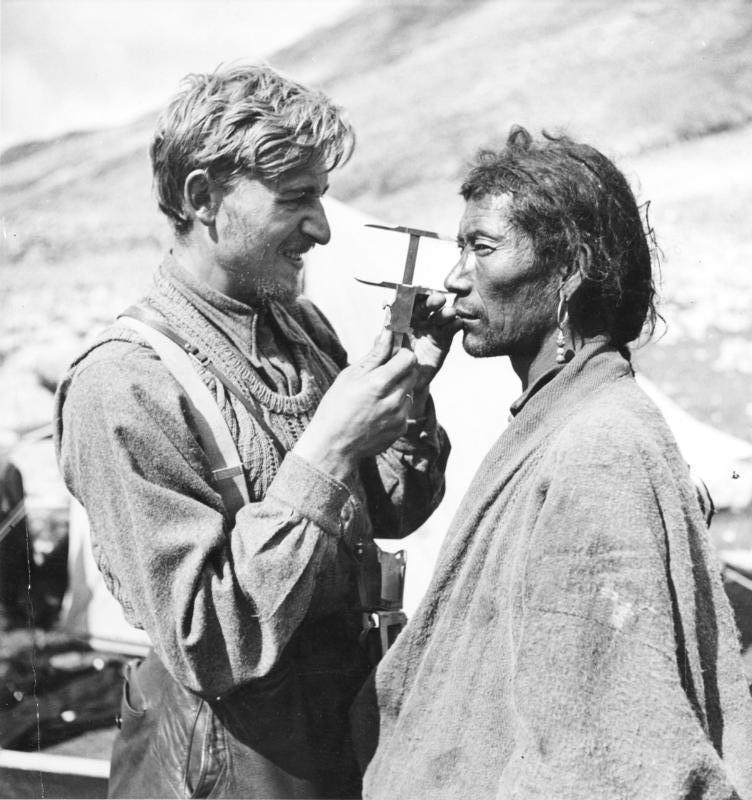
Beger conduisant des études anthropométriques au Sikkim.

L'Ahnenerbe a organisé plusieurs expéditions archéologiques, en Allemagne, mais aussi dans divers pays : France (où l'abbé Henri Breuil permet à Assien Bohmers de visiter, entre autres sites, la Grotte des Trois-Frères, tandis que la tapisserie de Bayeux suscite aussi la curiosité des nazis), Italie, Roumanie, Bulgarie, Pologne, Ukraine, Islande, Afghanistan et Tibet. L'organisateur de cette expédition au Tibet, Ernst Schäfer, met ainsi à profit les nombreuses obsessions mythologiques d'Himmler afin d'obtenir le financement de ses recherches, mais se montre cependant réticent devant la requête du Reichsführer, commanditaire de l'expédition, d'intégrer à son équipe un runologue, un préhistorien et un spécialiste des religions. Cette dernière expédition, dirigée par le SS Ernst Schäfer en 1938, était aux yeux de l'Ahnenerbe destinée à prouver que le plateau tibétain avait été, après l'Atlantide, le berceau de la « race aryenne » ; elle a en outre alimenté des rumeurs de l'existence de relations suivies entre les nazis et le Dalai Lama. De même, fortement influencé par les théories d'Otto Rahn sur le Graal, son existence et son pouvoir, Himmler ordonne le lancement d'expéditions de recherches dans le Languedoc et plus spécifiquement dans la région de Montségur. En effet, aux yeux d'Himmler, le Graal doit donner au christianisme une dimension nordique indiscutable. Pour ne pas être en reste, le DAI effectue également de son côté des recherches sur divers sites mégalithiques, comme dans les alignements de Carnac (directement supervisées par Rosenberg), dans l'objectif de démontrer une filiation entre les peuplades celtes (à qui les nazis attribuent à tort l'édification des mégalithes) et l'émergence d'un peuplement aryen.
D'autres expéditions furent lancées en Antarctique, dans la région dite de la Nouvelle-Souabe, ou encore sur le front de l'Est, où le SS-Untersturmführer Heinz Brücher fut chargé en juin 1943 de transférer la collection de semences de Nikolaï Vavilov de Russie à l'Institut SS des plantes, situé à Graz.
À la demande de Himmler en 1942, l'Ahnenerbe a procédé à des expérimentations médicales dans des camps de concentration sur des prisonniers, notamment à Dachau et à Natzweiler-Struthof.

### Publications
Les résultats des recherches menées sous l'égide de l'institut font l'objet d'une large publicité, par le biais de revues spécialisées ou destinées à la publication pour le grand public.
Sont ainsi éditées les revues Germanien, Nordland ou Das Zippenzeichen pour une diffusion grand public de la présentation des recherches financées par l'institut, tandis qu'une kyrielle de revue ou d'ouvrages spécialisés est publiée.
L'institution publie, sous son impulsion, un certain nombre de revues, toutes directement contrôlées par Himmler et conçues comme scientifiques ou de vulgarisation, destinées à propager les idéaux SS « validés » par l'institut. Enfin, l'institut tente de s'étendre dans le monde universitaire, en proposant, avec succès dans de nombreux cas, aux enseignants et aux chercheurs des postes de directeurs de département, associés à des grades dans la SS.

## Après le conflit

### Dissolution et procès
À l'issue du conflit, dans le cadre de la politique de dénazification, le dernier directeur de l'Ahnenerbe, Wolfram Sievers, est jugé par les Alliés, condamné à l'issue du procès des médecins pour crime contre l'humanité, en raison des recherches médicales de l'institut sur des cobayes humains, et exécuté par pendaison en 1948.